# 拉卡正無聲地被屠宰
「拉卡正無聲地被屠宰」（英語：Raqqa is Being Slaughtered Silently，阿拉伯语：‎ ar-Raqqat tadhabaḥa baṣmet），是一個在2014年4月成立的民間新聞網站，旨在揭露恐怖主義組織伊斯蘭國的罪行。

## 組織沿革及簡介
2014年4月，伊斯蘭國攻佔敘利亞北部城市拉卡，並宣稱此城市為伊斯蘭國的「首都」；其後，約17個敘利亞人成立了「拉卡正無聲地被屠宰」組織，成為伊斯蘭國控制地區內獨立而可靠的少數消息來源之一。「拉卡正無聲地被屠宰」的成員來自拉卡，他們本來是反對巴沙爾·阿薩德政權的活跃分子，但伊斯蘭國攻佔拉卡、限制當地人的自由，這些活跃分子便決定透過與記者進行訪談、運用社交網站等方法，揭露伊斯蘭國和拉卡其他極端主義組織犯下的罪行。此外，「拉卡正無聲地被屠宰」亦會報導美國空襲伊斯蘭國據點造成的平民傷亡，以及停電、糧食短缺、醫藥不足等問題。「拉卡正無聲地被屠宰」報導在拉卡公開執行死刑的情況、聖戰組織總部和訓練營的位置、外國人質的藏身之地，並會提供影片和圖片；為了拍下公開處決的過程，該組織會安排工人人員分頭行事，在不同位置拍攝行刑情況。
截至2015年6月，「拉卡正無聲地被屠宰」在Twitter上有23,000名追隨者，當中包括外交人員、新聞從業員以至美國國防部人員等，而該組織在Facebook的專頁亦獲得超過39,000個「讚」。「拉卡正無聲地被屠宰」的一名成員表示，該組織希望令伊斯蘭國管轄下的人民能看到報導，不會以為沒有人為自己發聲；他又表示，希望該組織的報導能防止外國人受到伊斯蘭國唆擺，因而自願為伊斯蘭國效力。

## 對組織的迫害
伊斯蘭國曾暗中向Facebook作出投訴，令「拉卡正無聲地被屠宰」的專頁多次遭到停權，而「拉卡正無聲地被屠宰」的Twitter帳戶也曾被黑客入侵。
「拉卡正無聲地被屠宰」的工作被認為是非常危險的。伊斯蘭國武裝份子曾經親自來到一名「拉卡正無聲地被屠宰」成員在土耳其的家，並要脅他的父親，要求該名成員不再報導關於伊斯蘭國的消息，亦有成員經常接到帶有死亡恐嚇的來電和電郵；拉卡市內設置了监视器，用以监察當地有沒有人為「拉卡正無聲地被屠宰」工作，嫌疑人將會被當眾殺害。「拉卡正無聲地被屠宰」的成員使用加密方式通信，不會向家人披露自己與組織的聯繫，也會定期轉換位置。有新聞影片播出了成員的聲音，雖然該段聲音非常短，但伊斯蘭國成功辨認該名成員；他被伊斯蘭國拘禁下獄，從此不知所終。

## 外部連結
- 「拉卡正無聲地被屠宰」官方網站 （页面存档备份，存于）
- 「拉卡正無聲地被屠宰」的Facebook專頁
- 「拉卡正無聲地被屠宰」的X（前Twitter）
- YouTube上的拉卡正無聲地被屠宰頻道